# Onrust (Insel)
Onrust, niederländisch („Unruhe“), früher niederländisch auch Scheepseiland, indonesisch Pulau Kapal („Schiffsinsel“), ist eine indonesische Insel vor der Küste von Jakarta, mit einer Fläche von 3,5 Quadratkilometer. Sie ist Teil der Inselgruppe Kepulauan Seribu, die eine Verwaltungseinheit bildet und zum hauptstädtischen Distrikt Daerah Khusus Ibukota (DKI) Jakarta gehört.

## Nutzung zu Zeiten der VOC (1619–1799)
Zu Zeiten der VOC befand sich auf der Insel eine befestigte Stadt mit Wohnungen, Lagerhäusern und Werften und das Zeughaus, wo VOC-Schiffe repariert oder auch neu gebaut wurden. Das VOC-Personal war dort faktisch gefangen. Es gab nur zweimal im Jahr die Möglichkeit, die Insel zu verlassen.

## In der Zeit des niederländischen Kolonialstaates (1800–1942)
Im Jahre 1800 wurden alle Gebäude auf der Insel durch ein britisches Geschwader zerstört. Zwischen 1823 und 1825 befestigte Van der Capellen einen Marinestützpunkt. 1856 kam ein schwimmendes Trockendock hinzu. Nachdem am Ende des 19. Jahrhunderts der Hafen von Tanjung Priok eröffnet worden war, verlor Onrust seinen Zweck und wurde verlassen. 1911 wurden Onrust und die nahegelegene Insel Kuiper Quarantänestation für Moslems, die von ihrer Pilgerreise nach Mekka zurückkehrten. Auf Onrust wurden 35 Baracken gebaut, die als Internierungskamp benötigt wurden. Die Meuterer der De Zeven Provinciën unter Maud Boshart, wurden dort 1933 interniert.

## Zweiter Weltkrieg und Folgezeit
Nach dem Deutschen Einfall in die Niederlande am 10. Mai 1940 wurde in Niederländisch-Indien ein Codebericht versandt Batavia seint Berlijn. Daraufhin wurden einige Tausend Deutsche, Ungarn, Tschechen, Italiener und Niederländer mit deutschem Nachnamen, sowie Mitglieder der NSB auf Ngawai und auf Onrust interniert. Einer der Gefangenen, der deutsche Jude Robert Frühstuck, wurde erschossen, als er sich dem Stacheldraht zu sehr näherte. (Er hatte die Warnungen sich zu entfernen nicht gehört, weil er taub war) Nachdem die Niederlande am 8. Dezember 1941 Japan den Krieg erklärt hatten, wurde ein kleiner Teil der Gefangenen in das Internierungslager Jodensavanne auf Suriname verbracht.
Nach hartnäckigen, aber bislang nicht bestätigten, Gerüchten wurden nach dem Zweiten Weltkrieg niederländische Soldaten, die sich tödliche Geschlechtskrankheiten zugezogen hatten, nach Onrust verbracht, um dort zu sterben. Sie sollen sodann als Gefallene geführt worden sein.

## Nach dem Souveränitätsvertrag mit Indonesien 1949
Am 23. Januar 1950 verübte Raymond Westerling mit 400 Kämpfern seiner Angkatan Perang Ratu Adil (APRA), der „Legion des Fürsten und den Soldaten des Teilstaates“ Pasundan, einen Staatsstreich. Dieser misslang. Die meisten APRA-Kämpfer vielen in die Hände der noch auf Java verbliebenen niederländischen Truppen. Das niederländische Militär beschloss, die Soldaten als Deserteure zu verurteilen. Sie wurden auf Onrust interniert.
Chris Soumokil, der Präsident der Republik der Süd-Molukken, wurde am 12. April 1966, nach dem Staatsstreich durch General Soeharto, auf Unrust exekutiert.

## Abbildungen

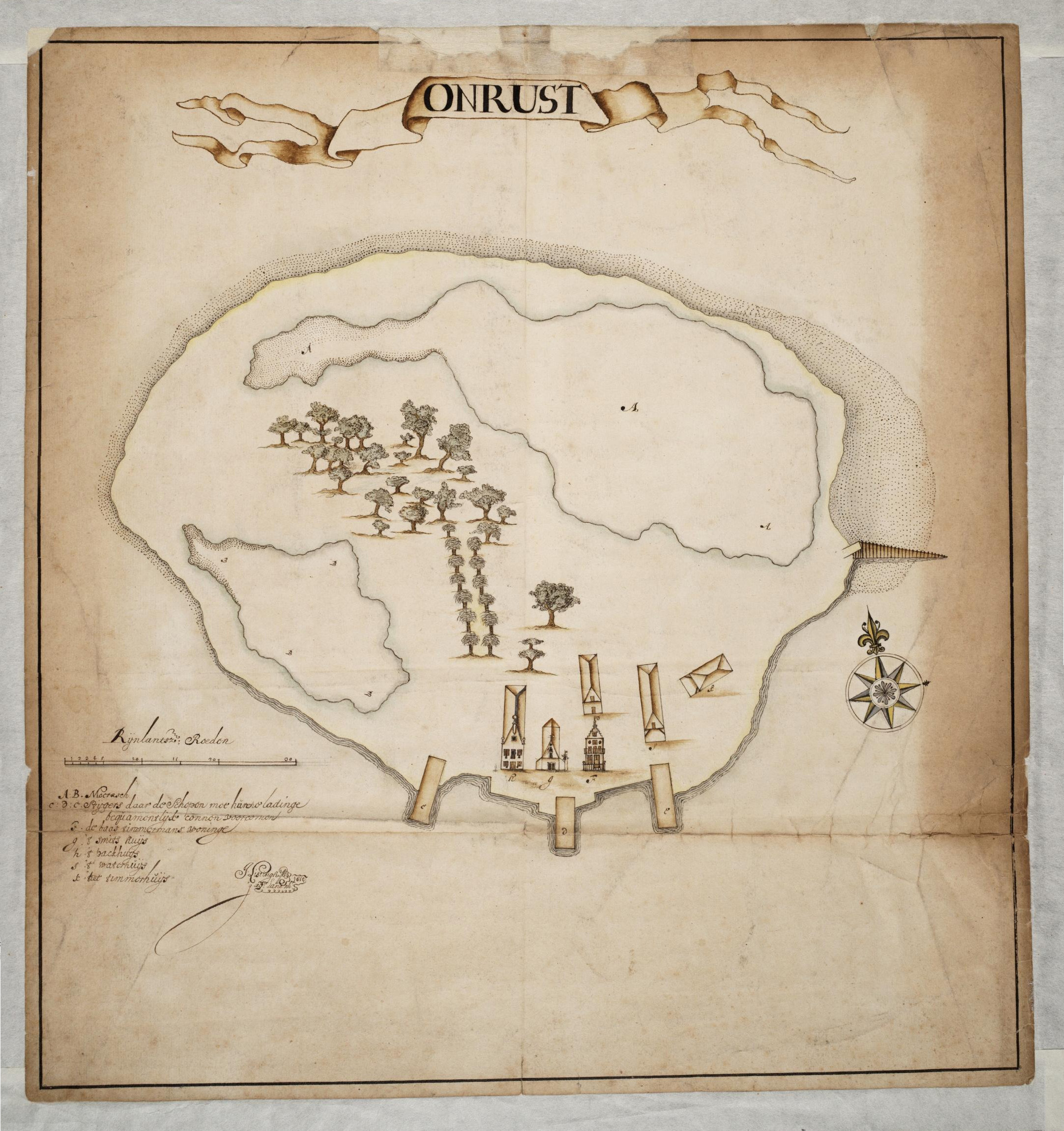
Karte von 1650.
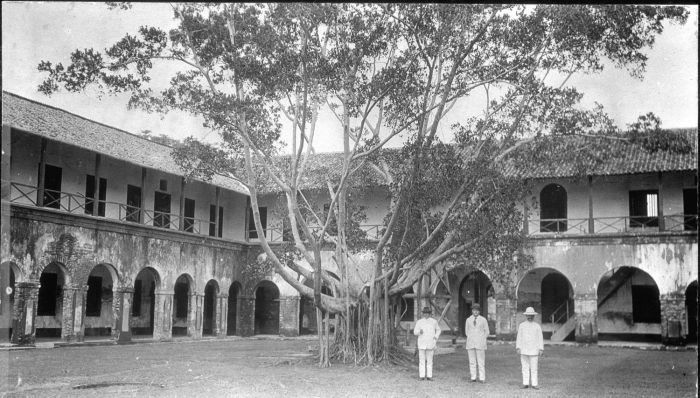
Der Innenhof der alten Kaserne
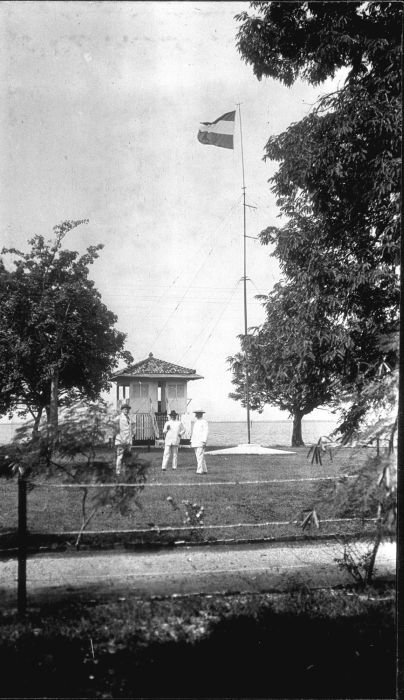
Teepavillon der Quarantänestation.
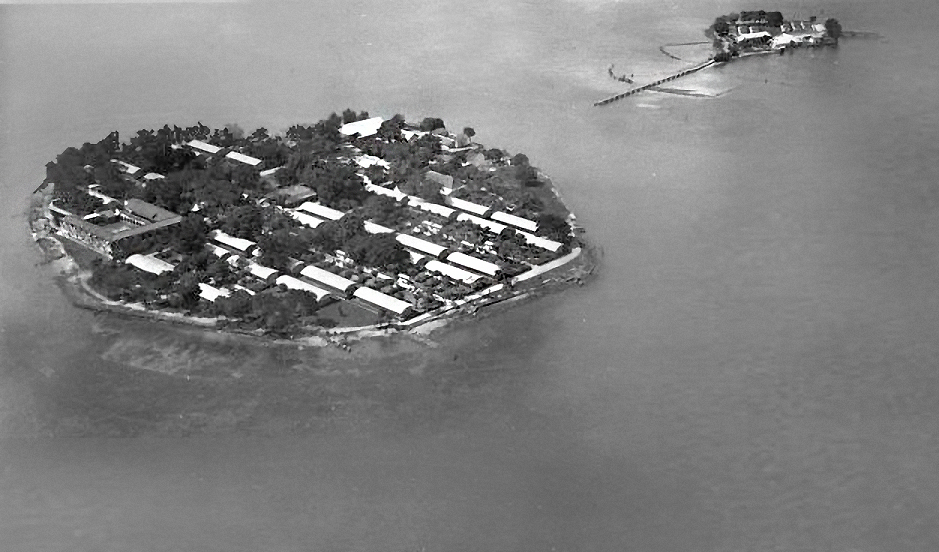
Die Quarantäne-Inseln Onrust und Kuyper.
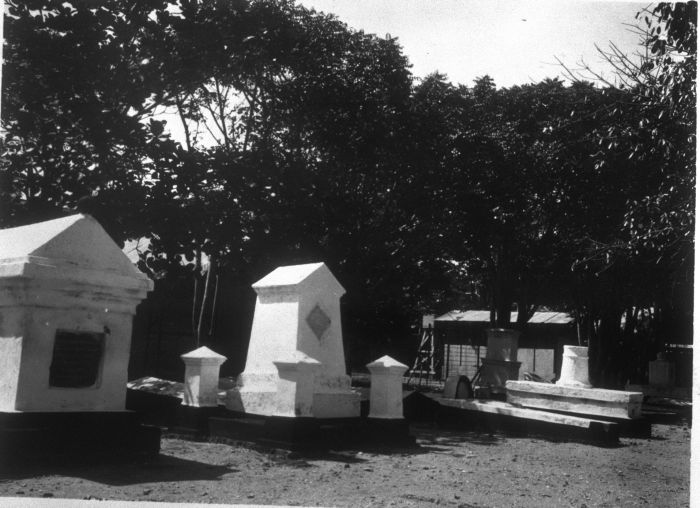
Alter niederländischer Friedhof